# Ропиця-Польська
Ропиця-Польська (пол. Ropica Polska) — село в Польщі, у гміні Горлиці Горлицького повіту Малопольського воєводства.
Населення — 2060 осіб (2011).

## Назва
Польський уряд 19 серпня 1949 р. змінив назву села з «Ропиця Польська» (Ropica Polska) на «Ропиця Дольна» (Ropica Dolna).
У 1975-1998 роках село належало до Новосондецького воєводства.

## Демографія
Демографічна структура станом на 31 березня 2011 року:
|          | Загалом | Допрацездатний вік | Працездатний вік | Постпрацездатний вік |
| -------- | ------- | ------------------ | ---------------- | -------------------- |
| Чоловіки | 1017    | 217                | 678              | 122                  |
| Жінки    | 1043    | 206                | 615              | 222                  |
| Разом    | 2060    | 423                | 1293             | 344                  |